# Lynn Hilary
Lynn Hilary, är en irländsk sopransolist för närvarande med i Celtic Woman. Hon är också gitarrist och låtskrivare.
Lynn Hilary var från 2000 fram till 2007 med i gruppen Anúna 2000, och var solist på fyra av deras album "Invocation", "Winter Songs" "Behind the Closed Eye" och "Sensation". Hon släppte ett soloalbum kallat Take Me With You 2008.